# Erodione
Erodione  è un nome proprio di persona italiano maschile.

## Varianti
- Femminili: Erodiona[1]

### Varianti in altre lingue
- Catalano: Herodió[2]
- Greco antico: ‘Ηρωδιων (Herodion)[3]
- Russo: Родион (Rodion)[3][4]
  - Ipocoristici: Родя (Rodja)[3][4]
- Spagnolo: Herodión[2]

## Origine e diffusione
Secondo alcune interpretazioni, si tratta di un derivato del nome Erode (precisamente come diminutivo, secondo alcune fonti). Altre fonti lo riconducono invece agli elementi ἥρως (heros, "eroe", "governante") e Διος (Dios, genitivo di Zeus), con il significato complessivo di "governante per Dio".
Appare nel Nuovo Testamento, dove Paolo cita di sfuggita un suo parente così chiamato nella sua lettera ai Romani (16:11). Alcune fonti ricollegano a Erodione Harodain, un nome romaní attestato a partire dal XIX secolo.

## Onomastico
L'onomastico si può festeggiare l'8 aprile in memoria di sant'Erodione, parente di san Paolo, primo vescovo di Patrasso e martire. Un altro santo di questo nome, Erone o Erodione, discepolo di sant'Ignazio e vescovo di Antiochia, è ricordato invece il 17 ottobre.

## Persone

### Variante Rodion
- Rodion Cămătaru, calciatore rumeno
- Rodion D'jačenko, calciatore russo
- Rodion Gataullin, atleta sovietico

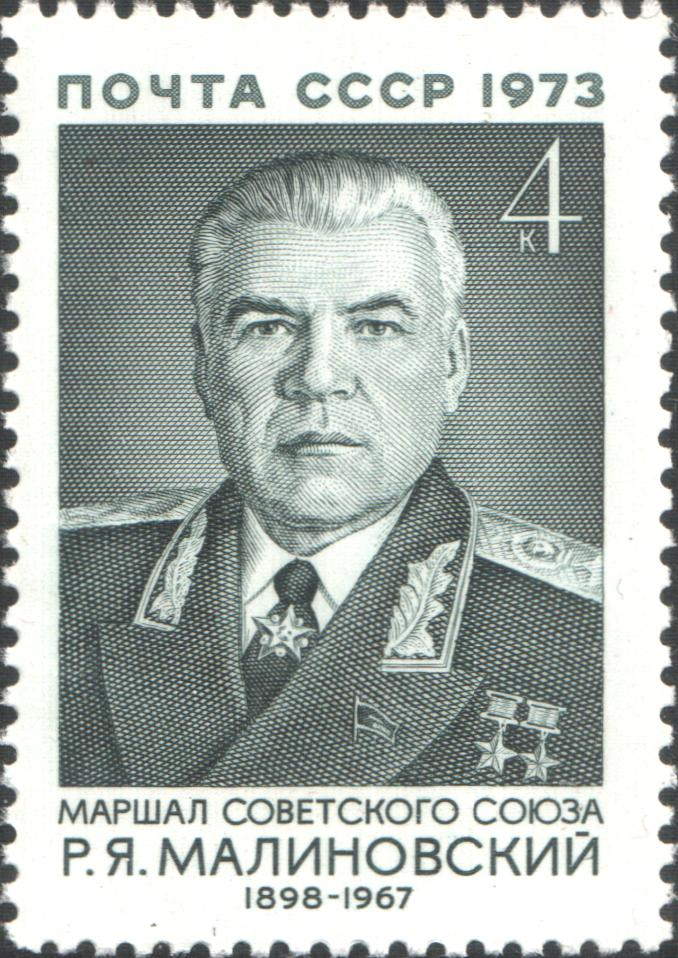
Rodion Malinovskij

- Rodion Malinovskij, generale sovietico
- Rodion Ščedrin, compositore russo

## Il nome nelle arti
- Rodion Romanovič Raskol'nikov è un personaggio del romanzo di Fëdor Dostoevskij Delitto e castigo.